# María Susana Portela
María Susana Portela Lozada es una política colombiana nacida en la localidad de El Doncello (Caquetá), elegida alcaldesa de Florencia el 30 de octubre de 2011 como candidata del Partido Social de Unidad Nacional para el periodo 2011-2015.

## Biografía

### Familia
Es hija de Deotito Portela Rubio y María Cleofe Lozada.

### Formación y experiencia profesional
María Susana Portela se tituló de bachiller en el Colegio Nacional Femenino -hoy Institución Educativa San Francisco de Asís- de la ciudad de Florencia (Caquetá); es economista egresada de la Universidad Central de Bogotá, donde también cursó una especialización en Administración Económica y Financiera. Posteriormente obtuvo su máster en Administración de Empresas. Durante siete años ocupó diferentes cargos en el banco Conavi, siendo el de Directora de la oficina de Paloquemao el más relevante de ellos.

### Trayectoria política
Ejerció como concejal del municipio de Florencia durante 6 años, corporación en la que fue elegida Presidenta de la Comisión de Presupuesto. En el ejercicio de su labor como concejal, participó en la aprobación de varios proyectos entre los que se destacan la creación del Hospital Comunal Malvinas, construcción del puente Fray Doroteo de Pupiales, creación de la Ciudadela Educativa Siglo XXI, de la urbanización habitacional la Victoria y de la ciudadela habitacional Siglo XXI.
Durante once años fungió como diputada del departamento de Caquetá en donde también fue Presidenta de la Comisión de Presupuesto. Allí fue ponente de varios proyectos como la creación del Premio Ángel Cuniberti, proponente de la ordenanza para el fortalecimiento del Instituto Departamental de Recreación y Deporte, entre otros.
En las elecciones regionales cumplidas el 30 de octubre de 2011, María Susana Portela fue elegida como alcaldesa de Florencia por el Partido Social de Unidad Nacional con un 37,64% de los votos, para el periodo entre los años 2012-2015. Se posesionó en el cargo el 30 de diciembre de 2011 en la Plaza San Francisco de Asís de Florencia, en ceremonia oficiada por Cecilia Muñoz Góngora, Notaría Primera de la ciudad.

### Capturas y procesos por corrupción (en proceso)
En una operación conjunta, la Fiscalía y la Dijín de la Policía capturaron a la actual alcaldesa de Florencia, María Susana Portela, a su esposo, Diego Luis Rojas Navarrete, a dos secretarios de la Administración Municipal y a 11 concejales.
Portela y su esposo fueron capturados a las 5:45 a. m. en su casa del exclusivo conjunto Entrerríos, ubicado en el norte de la capital caquetense. La captura fue ordenada por el fiscal 22 seccional de Bogotá.
Florencia está en crisis administrativa y política, Según la investigación, desde la Alcaldía se habría pagado a los concejales para que aumentaran el cupo de endeudamiento del municipio por encima de los parámetros legales y de la capacidad de endeudamiento.
El vicefiscal general de la Nación, Jorge Fernando Perdomo, sostuvo que la alcaldesa y su esposo habrían pagado 800 millones de pesos a los concejales para aprobar un cupo de endeudamiento superior al permitido para ese municipio.
El funcionario dijo que un hombre identificado como Germán Isaza fue el encargado de pagar un 25 por ciento antes de la radicación del proyecto de acuerdo, un 25 por ciento al momento de la aprobación y el 50 por ciento restante del soborno luego de la sanción. Perdomo indicó que la plata fue entregada en un hotel de Florencia a los jefes de las bancadas para que lo repartieran a los concejales del municipio.
Agregó que también están en la investigación funcionarios de la Contraloría que tenían que mirar la legalidad de la aprobación del proyecto. A todos los capturados se les imputarán los delitos de cohecho, prevaricato, falsedad ideológica y enriquecimiento ilícito.
Una alcaldesa con antecedentes
No es el primer lío penal de Portela. Ya había estado detenida en el 2014 por presuntas irregularidades en contratos de construcción de interés social en la Ciudadela Habitacional Siglo XXI, pero un juez de control de garantías no encontró méritos para dictarle medida de aseguramiento.
En febrero de este año, su esposo, Diego Luis Rojas Navarrete, había sido capturado porque supuestamente ofreció un soborno de 200 millones de pesos para que la Fiscalía cerrara las investigaciones contra la alcaldesa. Rojas, que de nuevo fue detenido hoy, quedó libre por decisión de un juez en esa oportunidad.
La Dirección Anticorrupción de la Fiscalía investiga ese caso, relacionado con presuntas irregularidades cometidas por Portela cuando se desempeñó como diputada del departamento.
Los ofrecimientos a un fiscal de Florencia se iniciaron a finales del año pasado, lo que originó una nueva investigación que llevó a que se ordenara la interceptación telefónica de los enredados. El funcionario judicial notificó a sus superiores de los ofrecimientos y desde Bogotá viajó un equipo de investigadores para dar más transparencia al proceso.
En las conversaciones, Rojas y Morales hablan de la forma como se realizarían los pagos para evitar una orden de captura contra la alcaldesa Portela. A los capturados les imputarán cargos por cohecho y falsedad en documento privado.
En el 2013, la mandataria logró salvarse de la revocatoria del mandato porque la jornada no superó el 55 por ciento del censo electoral. La Registraduría contabilizó 10.492 votos por el sí y solo 503 por el no.
el pasado 5 de agosto de 2015 Portela fue enviada a la cárcel por delitos de falsedad en documento y enriquecimiento ilícito.